# Amen (Ana Soklič)
Amen è un singolo della cantante slovena Ana Soklič, pubblicato il 12 marzo 2021 su etichetta discografica ZKP RTVSLO.
Il brano è stato selezionato per rappresentare la Slovenia all'Eurovision Song Contest 2021.

## Descrizione
Con la sua vittoria ad EMA 2020, Ana Soklič era stata inizialmente selezionata per rappresentare il suo paese all'Eurovision Song Contest 2020 con la canzone Voda, prima della cancellazione dell'evento. A maggio 2020 l'emittente radiotelevisiva RTVSLO l'ha riconfermata per l'edizione eurovisiva successiva. Amen è stato scelto fra 191 proposte e presentato come nuovo brano sloveno per Rotterdam il 27 febbraio 2021 in occasione del programma d'intrattenimento EMA 2021. È stato pubblicato sulle piattaforme digitali il successivo 12 marzo.
Nel maggio successivo, Ana Soklič si è esibita nella prima semifinale eurovisiva, piazzandosi al 13º posto su 16 partecipanti con 44 punti totalizzati e non qualificandosi per la finale.

## Tracce
Testi di Charlie Mason, Ana Soklič e Žiga Pirnat, musiche di Ana Soklič, Bojan Simončič e Žiga Pirnat.
1. Amen – 3:05